# 尹洙
尹洙（1002年—1047年5月7日），字師魯，河南洛陽（今河南洛陽市）人，世稱河南先生，北宋大臣，散文家。

## 生平
聰敏好學，與兄尹源知名於時。宋仁宗天聖二年（1024年）進士，授絳州正平縣主簿，歷任河南府戶曹參軍、知河南府伊阳县（治今嵩县境内）、安國軍節度判官等職。後充館閣校勘，遷太子中允。時值范仲淹因指責丞相而被貶饒州，尹洙上疏自言：“仲淹忠亮有素，臣與之兼師友，則是仲淹之黨也。今仲淹以朋党被罪，臣不可苟免。”遂一起獲罪，被貶為崇信軍节度掌书记。西夏赵元昊反抗，陕西用兵，葛怀敏起用洙为经略判官，多次上疏议论边防，建議“减并栅垒，招募士兵，省骑军，增步卒”，为集贤校理。韩琦主持秦州（治今甘肃天水市）時，以洙為通判州事。
慶曆元年（1041年）正月，韓琦派尹洙前往延州說服范仲淹出兵，范仲淹不肯。好水川戰敗後，夏竦上奏洙擅自發兵，貶徙通判濠州。尹洙作《悯忠》、《辩诬》二文。慶曆三年，改太常丞知涇州。後知渭州（今甘肃平凉），兼领泾原路经略公事。又知慶州、晋州、潞州（治今山西长治），升迁為起居舍人，直龙图阁。後被指控擅用公使錢貸，又贬监均州（治今湖北丹江口市）酒税。庆历七年（1047年）四月十日因病客死南阳，家无余赀。
尹洙爲北宋古文運動先導，長於《春秋》，一生喜谈兵事，對外患主張“减并栅垒，招募士兵，省骑军，增步卒”。尹洙所著《叙燕》、《息戍》、《兵制》，都是大言用兵西夏之事。尹洙又精於史学，歐陽修曾与他商修《新五代史》。
尹洙论文，尊崇孟子、韩愈；他说，为文章，当“务求古之道”。歐陽修謂“師魯為文章，簡而有法”、“是是非非，務盡其道理，不苟止而妄隨”，范仲淹亦稱“其文謹嚴，辭約而理精”。然尹洙所作多章奏記序，一般質樸無文，成就不高。尹洙雖尊崇韩愈，卻不排斥佛老，在《送李侍禁序》中说李君“乐于佛氏之说”，“非取其所謂報施因果，樂其博愛而已”。著有《河南先生文集》、《五代春秋》二卷等傳世。

## 延伸阅读
[在维基数据编辑]
 《宋史·卷295》，出自脱脱《宋史》